# Hemipterota punctipes
Hemipterota punctipes är en kackerlacksart som beskrevs av Henri Saussure 1893. Hemipterota punctipes ingår i släktet Hemipterota och familjen småkackerlackor.
Artens utbredningsområde är Peru. Inga underarter finns listade i Catalogue of Life.